# Santiago Luis Polanco Rodríguez
Santiago Luis Polanco Rodríguez (Santiago, República Dominicana, 16 de junio de 1961) es un empresario y ex narcotraficante dominicano-estadounidense. Considerado el primer comercializador masivo de crack en Estados Unidos, es conocido por el sobrenombre de " Yayo ".  La DEA lo retrató como un criminal calculador y disciplinado que organizó a los traficantes callejeros dominicanos, jamaicanos y estadounidenses en un imperio,  posiblemente el narcotraficante dominicano más rico de Estados Unidos. 

## Biografía
Nacido en Santiago (República Dominicana) en 1961, Polanco Rodríguez se crio en Manhattan desde 1969. Según la DEA, en 1982 Polanco Rodríguez comenzó a desarrollar un pequeño grupo que vendía cocaína de alta calidad. Existen distintas teorías sobre cómo comenzó a vender crack. Una es que miembros de una pandilla jamaicana que él ayudó a organizar le presentaron la droga en junio de 1985, unos meses después de que apareciera por primera vez en Los Ángeles. Otra teoría es que el Cartel de Medellín en Colombia reconoció el talento de marketing de Polanco Rodríguez y le enseñó a preparar la droga. La realidad es que Polanco llamó a su producto Based Balls y comercializó la droga en sobres de plástico termosellados. Incluso ofrecían descuentos los fines de semana y distribuían tarjetas de visita con la inscripción Cop and Go.  Mientras tanto, mujeres de edad avanzada llevaban de manera ilegal dinero en efectivo a Santo Domingo. Además, lavó sus ganancias a través de una tienda de transferencias bancarias en Washington Heights, así como a través de una farmacia, un club nocturno y una compañía financiera que creó en su tierra natal.
Polanco Rodríguez reclutó a sus vendedores entre pandilleros del norte de Manhattan, el Bronx y Flatbush (Brooklyn). Adoptó los esquemas organizativos de los cárteles colombianos: unos cocinaban y envasaban la droga, otros la transportaban y almacenaban y otros la vendían en las calles. Otros se organizaron en un escuadrón de sicarios para dominar y tomar lugares de drogas de pandillas más pequeñas pero más fuertes en todo el Bronx y Brooklyn. La DEA afirmó que el escuadrón de asesinos de Polanco Rodríguez fue responsable de al menos cinco asesinatos, aunque nunca hubo pruebas suficientes para acusarlo. Su empresa también incluía a varios miembros de la familia. Su medio hermano, Chiqui, dirigió la operación cuando Polanco Rodríguez estaba en la República Dominicana.  Un segundo hermano, Elvis, entregaba alijos en la calle, y un tercero, Santiaguito, era mensajero. Su hermana, Dulce Elizabeth, y su madre, Luisa Ordalina, mantuvieron los apartamentos donde se guardaba y producía el crack. 

## Huida a República Dominicana
En 1986, la DEA inició una campaña contra el crack en Nueva York, deteniendo a cientos de compradores y vendedores ambulantes, muchos de los cuales se convirtieron en informantes.  Condujeron a los agentes a la guarida de Polanco-Rodríguez en Kingsbridge Heights, Bronx . Allí, los agentes encontraron chalecos antibalas, armas automáticas, una máscara de gas y más de 100.000 viales de crack vacíos. Más tarde se creyó que la operación había sido entregada a la Organización Hermanos Valera, mucho más pequeña pero más despiadada, junto con los hermanos Bustamante, Héctor (July) y su hermano Louis. En 1987, el fiscal federal Rudolph W. Giuliani firmó una acusación federal de 58 cargos acusando a Polanco-Rodríguez de tráfico de drogas, extorsión y lavado de dinero . El 3 de julio de 1987, las autoridades federales anunciaron que habían desmantelado con éxito la red de narcotraficantes, a la que describieron como la mayor distribuidora de crack en la ciudad de Nueva York . Posteriormente, veintinueve personas fueron arrestadas por su participación en la red de narcotráfico.  A pesar de la represión del gobierno, Polanco-Rodríguez escapó del arresto en Nueva York huyendo a la República Dominicana con un pasaporte falso. Sin embargo, pronto se vio implicado en problemas. Recibió un disparo en la pierna durante un tiroteo en una discoteca de Santiago. Los funcionarios estadounidenses insistieron en que el gobierno dominicano lo extraditara o lo encarcelara. Fue detenido en 1988 y enviado a la prisión de La Victoria sin juicio. Tras una pelea, Polanco Rodríguez fue trasladado a la cárcel de Monte Plata en 1990, donde sobornó a los guardias para que le permitieran ciertos lujos. Pero una vez más Polanco Rodríguez se vio envuelto en una intensa lucha con los reclusos cuando detuvo el intento de violación de una prisionera. Los compañeros de prisión prendieron fuego al catre de su celda. Finalmente, en 1992, las autoridades penitenciarias lo liberaron. Está casado con una mujer llamada Johani Candelario, hija de Renato Candelario, y es padre de cinco hijos. En una entrevista con The New York Times en 1996, Polanco-Rodríguez dijo que se había retirado de su vida criminal, y la DEA y los funcionarios antidrogas dominicanos dijeron que no tenían pruebas de lo contrario. 
Polanco se escapó a la República Dominicana y hoy es dueño de un casino.  Vive una vida lujosa en la República Dominicana. 